# Figge Fredriksson
Carl Einar Fredriksson, känd som Figge Fredriksson, född 18 november 1887 i Ransäter, Värmland, död 21 maj 1951 Stockholm, var en svensk målare. 
Fredriksson var son till rättaren Fredrik Eriksson och Anna Pettersson. Efter att han yrkesarbetat några år inom olika praktiska yrken övergick han till konststudier. Han studerade vid Althins målarskola i Stockholm 1914–1915 samt hos Carl Wilhelmson 1916. Därefter fortsatte han studierna i Köpenhamn 1917–1918 och Paris 1920–1921. Perioden 1921–1931 drev han en egen målarskola i Stockholm. 
Han medverkade i utställningen Salon d'Automne i Paris 1920 och sedan 1919 med Värmlands konstnärsförbund och i Värmlands konstförenings utställningar 1937–1949 samt i ett flertal utställningar med Sveriges allmänna konstförening. Separat ställde han ut på Josefssons i Stockholm 1933 och på Thuressons 1943.
Bland hans offentliga arbeten märks en al fresco med motiv ur Frödings diktning på Grand Hotel i Karlstad. 
Hans motiv består av stilleben, landskap och stadsbilder från Norrland och Stockholmstrakten. Han var en av initiativtagarna till bildandet av Värmlands konstnärsförbund 1919.

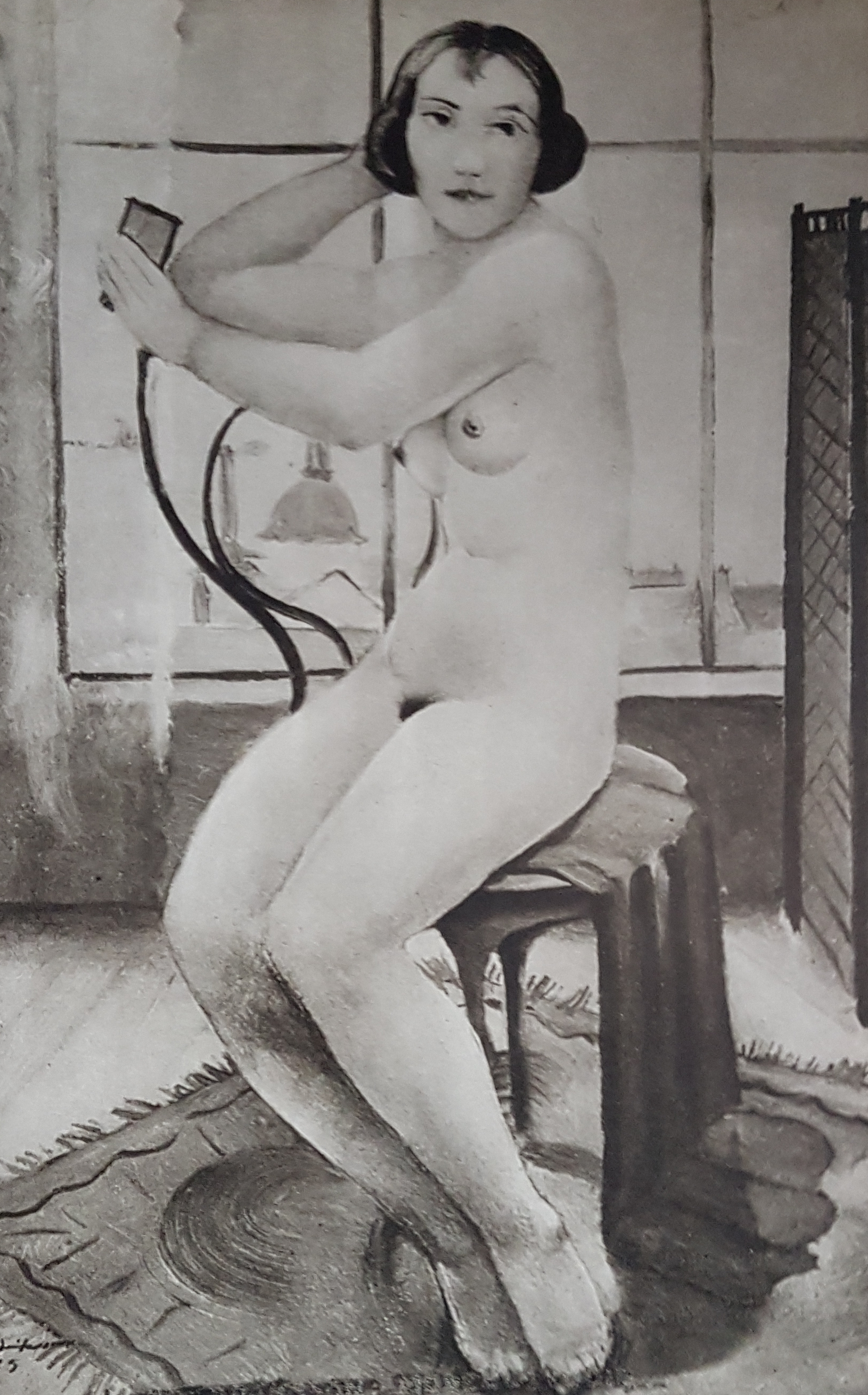

Fredriksson är representerad vid Värmlands museum Karlstad med oljemålningarna Modellstudie och Mor och barn, samt vid Nationalmuseum i Stockholm.